# Revista do Centro de Sciencias, Letras e Artes de Campinas
Revista do Centro de Sciencias, Letras e Artes de Campinas (abreviado Revista Centro Sci. Campinas) fue una revista científica con ilustraciones y descripciones botánicas que fue publicado en Campinas desde 1902 hasta 1927.